# Mexicanos y Americanos Todos Trabajando, AC
La Fundación Mexicans and Americans Thinking Together (MATT) es una organización sin ánimo de lucro. Establecida en el año 2006 por empresarios mexicanos. Actualmente centra sus actividades en su sucursal localizada en San Antonio, Texas  y teniendo su segunda sede en Ciudad de México. Su Directora Ejecutiva es Aracely García-Granados.

## Historia
En 2006 se crea la Fundación Mexicans and Americans Thinking Together (MATT),  con el objetivo de fomentar la colaboración entre las sociedades de México y los Estados Unidos y reducir la brecha de entendimiento en los dos lados de la frontera.
En 2008 abre sus puertas su homóloga en San Antonio, Texas. Las dos oficinas se mantienen trabajando en conjunto para crear alianzas entre ambos países y poder ayudar a sus poblaciones en donde sea que ellos decidan vivir.
Su misión es contribuir en la construcción de puentes de entendimiento y colaboración entre México y Estados Unidos para acortar la brecha de desarrollo y mejorar la calidad de vida de sus habitantes. Su visión es pocisionarse como la organización líder para la creación y promoción de políticas públicas vinculadas a mejorar la calidad de vida y acortar la brecha de desarrollo entre los dos países mediante líneas de acción estratégicas y formación de alianzas. 